# 依兰属
依兰属（学名：Cananga）是番荔枝科下的一个属，为乔木或灌木植物。该属共有3种，分布于热带亚洲至大洋洲。

## 下属物种
- Cananga brandisiana (Pierre) I.M.Turner
- 依兰 Cananga odorata (Lam.) Hook.f. & Thomson